# 島津成久
島津 成久（しまづ しげひさ、寛正5年1月15日（1464年2月22日） - 天文5年（1536年））は、薩摩国の戦国時代の武将。
島津薩州家3代当主。島津国久の嫡男。母は禰寝重清の娘。弟に大野忠綱、吉利秀久、寺山光久がいる。子に菱刈重副室、島津忠興、寛庭夫人（島津忠良室）、島津実久室などがいる。初名は忠貞。名は重久ともする。

## 生涯
明応7年（1498年）に父国久が死ぬと、その2年後にお家騒動が勃発する。子の忠興と共に加世田城の島津忠福を攻め、忠福に加勢した伊作久逸を討ち取る。
娘は8人いたとされ、長女は菱刈重副（菱刈氏13代当主、菱刈重猛・隆秋兄弟の祖父）に嫁ぐ。三女の御東は島津忠良に嫁いで島津貴久や忠将を産んだ。五女の妙朝は忠興の子の実久に嫁いで義虎を産む。
子の忠興に家督を譲り、隠居しながら後見していたが、忠興が先立って病没したため、孫の実久を後見した。

## 系譜[3]
- 父：島津国久（1442～1498）
- 母：禰寝重清の娘
- 正室：島津忠廉の長女
  - 長女：菱刈重副の妻 - 菱刈重州の母。法名は大林妙心大姉
  - 次女：佐多氏某の妻
  - 三女：御東（～1563年） - 島津忠良の妻。寛庭夫人。法名は寛庭芳宥大姉
  - 長男：忠興（1486～1525）- 薩州家4代当主。法名は隆岳興公
  - 三男：西川興久 - 西川氏の祖。西川伊勢守と称して鶴田に住む。法名は天倫賢公大禅伯

- 母不詳
  - 四女：雪慶院 - 比丘尼。法名は松岩妙泉
  - 次男：筑前守
  - 五女：上之城 - 長兄忠興の嫡男島津実久の妻。薩州家6代当主島津義虎の母。法名は妙朝
  - 六女：寺山光久の妻
  - 四男：上野守
  - 五男：祁答院駿河守
  - 六男：又十郎
  - 七女：尼僧
  - 八女：常陸守の妻
  - 七男：僧侶